# Deal (Nova Jérsei)
Deal é um distrito localizado no estado americano de Nova Jérsei, no Condado de Monmouth onde nasceu a atriz e cantora Ashley Tisdale.

## Demografia
Segundo o censo americano de 2000, a sua população era de 1070 habitantes.
Em 2006, foi estimada uma população de 1044, um decréscimo de 26 (-2.4%).

## Geografia
De acordo com o United States Census Bureau tem uma área de
3,3 km², dos quais 3,1 km² cobertos por terra e 0,2 km² cobertos por água.

## Localidades na vizinhança
O diagrama seguinte representa as localidades num raio de 4 km ao redor de Deal.